# Julius Chigbolu
Julius Obiefuma Chigbolu (19 febbraio 1929 – 18 aprile 2010) è stato un altista e dirigente sportivo nigeriano, presidente della federazione nigeriana di atletica leggera.
È nonno della velocista italiana Maria Benedicta Chigbolu.

## Biografia
Rappresentò la Nigeria ai Giochi olimpici di Melbourne 1956, in cui a 27 anni arrivò decimo nella finale nel salto in alto con la misura di 2 metri netti. In seguito fallì tre tentativi a 2,03 m.

## Progressione

### Salto in alto
| Stagione | Misura | Luogo | Data      | Rank. Mond. |
| -------- | ------ | ----- | --------- | ----------- |
| 1956     | 2,05 m | Lagos | 14-4-1956 |             |
| 1955     | 2,03 m | Lagos | 16-4-1955 |             |

## Palmarès
| Anno | Manifestazione  | Sede      | Evento        | Risultato | Prestazione | Note |
| ---- | --------------- | --------- | ------------- | --------- | ----------- | ---- |
| 1956 | Giochi olimpici | Melbourne | Salto in alto | 10º       | 2,00 m      |      |